# 882 v.Chr.
Het jaar 882 v.Chr. is een jaartal volgens de christelijke jaartelling.

## Gebeurtenissen

### Assyrië
- Assurnasirpal II begint aan zijn veldtocht naar het uiterste noorden van Mesopotamië, om te strijden tegen het land van de Kadmuhu en de Mouskhi.